# A Poke in the Eye... With a Sharp Stick
A Poke in the Eye... With a Sharp Stick – pierwszy album studyjny zespołu PIG, którego współzałożycielem jest Raymond Watts. Wydany został w 1988 roku przez Wax Trax! Records, a japońska reedycja w roku 1998 przez Blue Noise. Album doczekał się promocyjnego wideo utworu "Shit for Brains", który został wydany na kasetowej kompilacji Best of Berlin Independence Days '88.

## Lista utworów
1. "It Tolls for Thee (Pig Breath)" – 4:25
2. "Scumsberg" – 4:02
3. "One for the Neck" – 3:54
4. "Hildelinde" – 2:45
5. "My Favourite Car" – 5:01
6. "Never for Fun" – 5:26
7. "Shit for Brains" – 4:36
8. "Red Man" – 6:06
9. "The Press" – 3:59
10. "Peoria" – 7:13 (utwór dostępny na japońskiej reedycji)